# Johanneskirche (Kętrzyn)
Die Kirche St. Johannes in Kętrzyn (Rastenburg) ist ein schmuckloses Kirchengebäude ohne Turm. Sie diente bis 1945 als Polnische Kirche der evangelischen Bevölkerung als Gotteshaus. Heute ist sie eine Pfarrkirche in der Diözese Masuren der Evangelisch-Augsburgischen Kirche in Polen.

## Lage
Kętrzyn liegt im Nordwesten der Masurischen Seenplatte im nördlichen Osten der polnischen Woiwodschaft Ermland-Masuren. Die Kirche steht südöstlich neben der St.-Georgs-Kirche an der ulica Zjazdowa unweit des Flüsschens Guber und des Bahnhofs.

## Gebäude
Der einstige Friedhof in Rastenburg erhielt 1480 in einem Fachwerkanbau eines Gebäudes auf der alten Kirchhofsmauer eine kleine Kapelle. Hier wurde die 1545 begründete Rastenburger Schule mit ihrem Rektor untergebracht. Diese deutsch- und polnischsprachige Lateinschule war auf Initiative des Hochmeisters des Deutschen Ordens, Albrecht von Preußen, entstanden.
Zu ihrer Verwirklichung wurde 1546 das Gebäude um ein Obergeschoss aufgestockt und 1565 bis an die Stadtmauer erweitert. 1630 renoviert und 1691 noch einmal erweitert, fand zwischen 1750 und 1770 eine Restaurierung statt und 1817 ein gänzlicher Umbau. Es entstand ein schlichtes Kirchengebäude ohne Turm.
Ein geweißtes Tonnengewölbe überdeckt den inneren Kirchenraum, der mit Emporen versehen ist. Bemerkenswert sind Altar und Kanzel aus dem Jahre 1691. Hier ist jetzt auch der früher in der Georgskirche hängende gotische Kreuzesheiland aus dem 16. Jahrhundert untergebracht, der allerdings nur als ein mäßiges Kunstwerk eingeschätzt wird.
Seit dem Jahr 2004 steht auf der Empore eine Orgel, die vorher in der Kirche zu Bezławki (deutsch Bäslack) ihren Platz hatte. Sie ist vornehmlich aus Spenden restauriert worden.
Im Gegensatz zu der benachbarten St.-Georgs-Kirche blieb das Gebäude für die evangelische Gemeinde heute in Kętrzyn erhalten. Nun nicht mehr „Polnische Kirche“ (im Gegensatz zur „deutschen Stadtkirche“ St. Georg) genannt, trägt sie den Namen von Johannes dem Täufer.

## Gemeinde

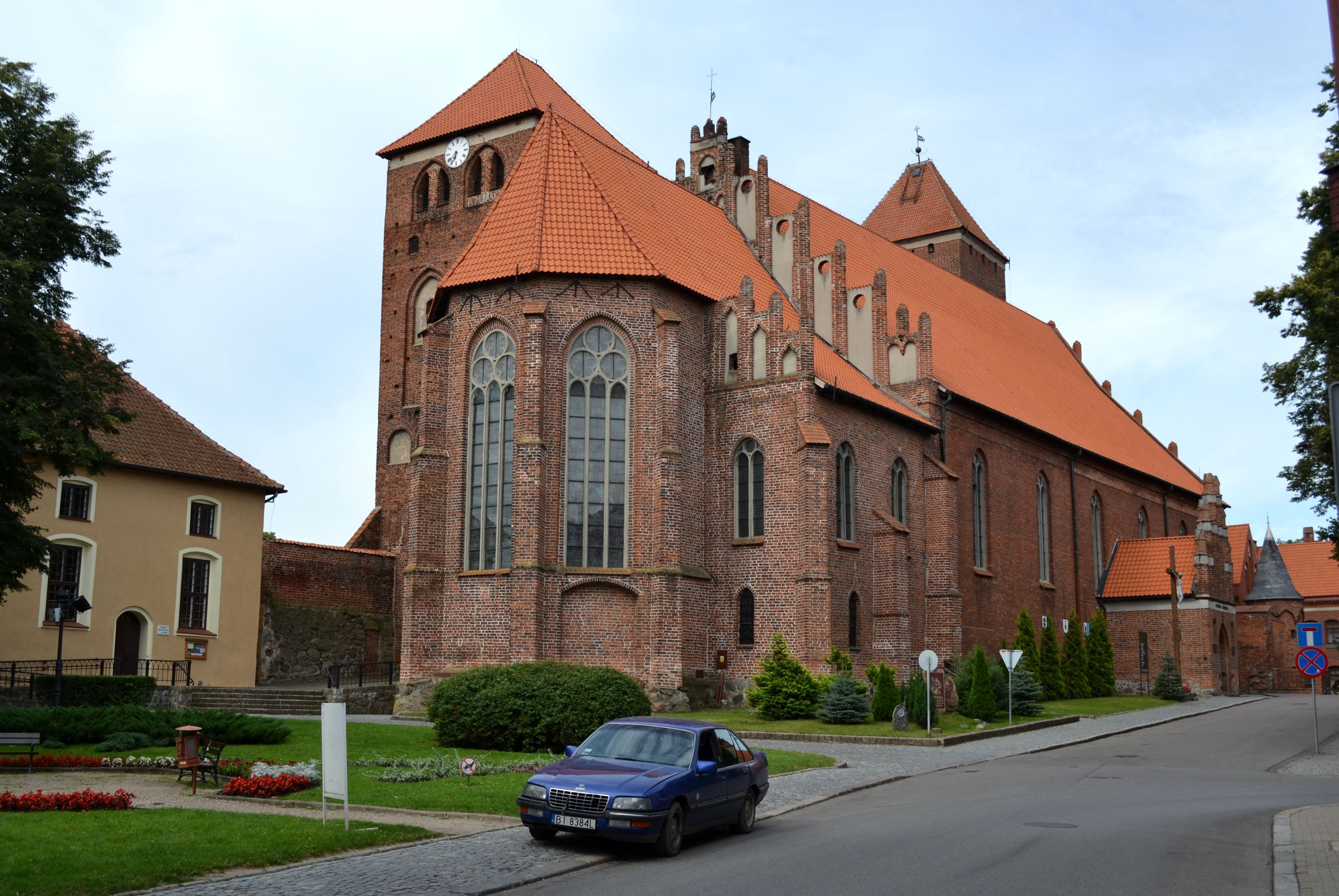
Die Johanneskirche links neben dem Chor der Georgskirche

### Kirchengeschichte
Rastenburg war schon in vorreformatorischer Zeit ein Kirchort. Die lutherische Lehre zog hier schon bald nach der Reformation in Ostpreußen ein. Zwei Geistliche taten hier gleichzeitig Dienst; der (1.) Pfarrer war für die deutschsprachigen Kirchenglieder in der Georgskirche und der Diakonus (2. Pfarrer) für die polnischsprachigen in der „Polnischen Kirche“ zuständig. Beide Kirchen standen in unmittelbarer Nachbarschaft.
Zur evangelischen Kirche in Rastenburg gehörte bis 1945 ein weitflächiges Kirchspiel. Die Pfarrei, in der ab 1888 zusätzliche Hilfsprediger, dann ab 1912 ein dritter Pfarrer eingesetzt war, zählte im Jahr 1925 insgesamt 17.982 Gemeindeglieder. Die Stadt war zudem Sitz eines Kirchenkreises innerhalb der Kirchenprovinz Ostpreußen der Evangelischen Kirche der Altpreußischen Union.
Flucht und Vertreibung Deutscher aus Mittel- und Osteuropa 1945–1950 ließen das kirchliche Leben der evangelischen Gemeinde in der jetzt „Kętrzyn“ genannten Stadt und ihrer Umgebung nahezu erlöschen. Nur vereinzelte evangelische Kirchenglieder waren geblieben, die jetzt mit den – auch nur wenigen – polnischen Neubürgern evangelischer Konfession sich zu einer neuen Gemeinde zusammenfanden. Ihr wurde die ehemalige „Polnische Kirche“ übertragen; ein eigener Pfarrer nahm hier seinen Dienst auf und versorgt bis heute einen weiträumigen Sprengel mit noch vier Filialgemeinden in Barciany (Barten), Bartoszyce (Bartenstein), Brzeźnica (Birkenfeld) und Srokowo (Drengfurth).
Die Pfarrei Kętrzyn gehört zur Diözese Masuren (Sitz: Olsztyn (Allenstein), seit 2018, dem Beginn der Amtszeit von Bischof Paweł Hause, in Kętrzyn) in der Evangelisch-Augsburgischen Kirche in Polen.

### Pfarrer
An der „Polnischen Kirche“ in Rastenburg und an der Johanneskirche in Kętrzyn waren bis heute als Pfarrer tätig:
- Appolinaris Pfluger, 1531–1538
- Georg Blumenstein, 1545
- Peter Lypcke, 1550–1561
- Albert Dannowski, ab 1563
- Albrecht d’Olive, ab 1568
- Johann Misloncki, 1579–1580
- Michael Wissowatti, bis 1581
- Jacob Hintze, 1581–1590
- Michael Pormann, 1590–1597
- Jacob Feldner, 1597–1603
- Urban Sommer, 1603–1621
- Andreas Gille, 1621–1628
- Johann Stiebnerus, 1628–1657
- Leonard Nordhoff, 1658–1678
- Christoph Fröhlich, 1678–1695
- Christoph Heilbrunner, 1691–1697
- Gottfried Fröhlich, 1694–1698
- Wilhelm Andersohn, 1699–1704
- Johann Christian Cretius, 1704–1710
- Thomas Hacob Rynckowski, 1710–1724
- Johann Georg Pratius, 1724–1732
- Johann Bannasch, 1732–1766
- Daniel Krzossa, 1763–1782
- Johann Christoph Wolf, 1771–1772
- Johann Emanuel Volmer, 1774–1781
- Johann Friedrich Nippa, 1782–1800
- Carl Wenzek, 1800–1811
- Michael Borowski, 1811–1832
- Johannes Albert Dreschhoff, 1833–1879[7][8]
- Franz Szczybalski, 1880–1889
- Rudolf Albrecht Chr. Meyer, 1889–1919
- Willy Penski, 1919–1927
- Hans Georg Borchert, 1927–1934
- Walter Vonthein, 1934–1938
- Karl Sedlag, 1938–1945
- Emil Dawid, 1945–1952
- Karol Napierski, 1950
- Paweł Bakałarz, 1953–1984
- Rudolf Bażanowski, 1978–1997
- Cezary Królewicz
- Sławomir Fonfara, 1991–1995
- Paweł Hause, seit 1995

### Kirchenbücher
Von den Kirchenbuchunterlagen der „Polnischen Kirche“ aus der Zeit vor 1945 haben sich erhalten und werden im Evangelischen Zentralarchiv in Berlin-Kreuzberg aufbewahrt:
- Taufen: 1680–1707, 1729–1841
- Trauungen: 1679–1732, 1764–1765, 1824–1841
- Begräbnisse: 1670–1944
- Konfirmationen: 1879–1932.